# Фрідріх-Вільгельм III
Фрі́дріх-Вільге́льм III (нім. Friedrich Wilhelm III.; 3 серпня 1770 — 7 червня 1840) — п'ятий король Пруссії (1797—1840). Останній маркграф Брандербурзький, курфюрст Священної Римської імперії (1797—1806). Представник німецької династії Гогенцоллернів. Народився в Потсдамі, Пруссія. Син прусського короля Фрідріха-Вільгельма II. Внучатий племінник Фрідріха Великого. Батько прусського короля Фрідріха-Вільгельма IV та першого німецького імператора Вільгельма I. Дід німецького імператора Фрідріха ІІІ і російського імператора Олександра II. Вів війни проти революційної Франції та Наполеона (1797—1815). Завдяки рішенням Віденського конгресу (1815) приєднав до Пруссії більшу частину Саксонії, Данциг, Познаньщину, Рейнланд і Вестфалію, шведську Померанію. Об'єднав протестантські течії свого королівства у Прусську унію, запровадивши спільну церковну організацію, богослужіння й архітектурний стиль (1817).

## Життєпис
Одержав традиційну сувору військову освіту; брав участь у військових кампаніях проти Франції після початку військових дій в 1792.
Фрідріх Вільгельм обіцяв сприяння Австрії, але нічого не зробив після вторгнення в цю країну Наполеона у 1805 році, сподіваючись придбати від Франції взамін за нейтралітет Пруссії Ганновер і інші землі на півночі. Цю винагороду, однак, він отримав лише після того, як відмовився від Ансбаха, Байройта, Клеве та Невшателя. Коли Наполеон завдав поразки австрійським і російським військам під Аустерліцом у 1805 році, вже не можна було ігнорувати заклики чинити опір французам, але прусська армія зазнала нищівної поразки під Єною та Ауерштедтом (1806 рік). У 1807 Фрідріх Вільгельм був змушений підписати мир в Тільзиті, після того як позбувся половини своїх володінь.
У 1807—1812 в Пруссії був проведений ряд адміністративних, соціальних, аграрних і військових реформ, ініціаторами і провідниками яких стали міністр барон фон Штейн (1757—1831), генерал Ґергард фон Шарнгорст (1755—1813), генерал-фельдмаршал Ґнайзенау (1760—1831) і граф Гарденберг (1750—1822).
У 1812 році, ще до вторгнення Наполеона в Росію, французький імператор примусив Австрію і Пруссію підписати з ним договори, згідно з якими ці країни виставляли військові контингенти в допомогу французької армії. Завдяки патріотично налаштованим офіцерам в прусської армії та за сприяння Ґнайзенау, Штейна та інших прусських діячів у 1812 році в Росії. За наказом російського імператора Олександра І був створений російсько-німецький легіон. Передбачалося поповнювати його, між іншим, перебіжчиками з німецьких військ, що діяли проти Росії, а в разі успішного результату війни з французами він повинен був стати осередком всіх ворожих французам елементів в Німеччині, проте німецьких перебіжчиків було дуже мало; легіон поповнювався головним чином з полонених; до червня 1813 р. набрано 5000 осіб, які знаходилися під керівництвом прусських офіцерів і підпорядковувалися прусському військовому статуту.
За договором, укладеним у Петерсвальдау (в липні 1813 г.), Англія взяла на себе утримання Російсько- німецького легіону, причому отримувала право використовувати його на свій розсуд. Відповідно він перейшов під командування генерала Вальмодена і був приєднаний до північної армії (наслідного принца шведського) та брав участь у військових діях на Нижній Ельбі. На початку війни 1815 р. легіон був включений до складу прусських військ і з нього були сформовані 2 піхотні полки, 1 кінний і 2 кінних батареї.
Лише в березні 1813 Фрідріх Вільгельм виступив з відозвою до свого народу, яким санкціонував визвольну війну з французькими окупантами. У 1814 прусська армія у складі союзних військ антинаполеонівської коаліції увійшла в Париж. Фрідріх Вільгельм брав участь в Віденському конгресі (1815), повернувши Рейнську Пруссію, Вестфалію, Познань і частину Саксонії. У ході війни за звільнення Фрідріх-Вільгельм обіцяв народу конституцію і представницьке правління, але під впливом австрійського державного діяча і дипломата Меттерніха відмовився від виконання своїх зобов'язань, а Пруссія разом з Австрією аж до 1848 стала центром реакції.

## Родина
1 Дружина — Луїза Мекленбург-Штреліцька, донька герцога Карла II Мекленбург-Штреліцького
Діти:
- Фрідріх-Вільгельм IV (1795—1861) — прусський король (1840—1861).
- Вільгельм I Гогенцоллерн (1797—1888) — німецький імператор (1871—1888), прусський король (1861—1888).
- Шарлотта (Олександра Федорівна) (1798—1860), дружина імператора Миколу I; мати Олександра II.
- Карл (1801—1883);
- Александріна (1803—1892), одружена з Паулем Фрідріхом, великим герцогом Мекленбург-Шверінським;
- Луїза (1808—1870);
- Альбрехт (1809—1872).

2 Дружина  — Августа Лігніцька (з 1824)